# Кивекяс, Каарло
Каарло Эдвард Кивекяс (фин. Kaarlo Edvard Kivekäs, до 1880 — Backman; 6 декабря 1866, Коувола — 19 февраля 1940, Хямеэнлинна) — военачальник Российской императорской армии (1890—1918), генерал-майор (1916); исполняющий обязанности Верховного главнокомандующего Силами обороны Финляндии (июль—сентябрь 1919), генерал-лейтенант (1928).
В некоторых источниках Эдуард Карлович Кивекэс.

## Биография
Образование получил окончив Финский нормальный лицей в Хямеэнлинне.
В службу вступил 3 июня 1888 года. По окончании Финляндского кадетского корпуса во Фридрихсгаме выпущен офицером артиллерии в Туркестанскую конно-горную батарею Российской императорской армии. Подпоручик (пр. 10.08.1890; ст. 10.08.1889). В  мае 1893 участвовал в военных действиях отряда генерала М. Е. Ионова против афганских войск, окончившихся вытеснением последних с Памира. Поручик (ст. 10.08.1893). Штабс-Капитан (пр. 23.04.1898; ст. 23.04.1898). Капитан (ст. 23.04.1902). Подполковник (ст. 21.08.1905). Неоднократно занимал должность начальника Памирского отряда (1897-1899; 1901-1902; 1905-1908). Состоял в распоряжении Командующего войсками Туркестанского Военного округа (с 02.12.1906). Окончил Офицерскую артиллерийскую школу "успешно" (15.01.1909–24.09.1909). Командир Туркестанской конно-горной батареи (18.06.1908-31.08.1910). Полковник (пр. 1910; ст. 31.08.1910; за отличие). Командир 2-го конно-артиллерийского дивизиона (31.08.1910-28.11.1913). Командир 1-го конно-горного артиллерийского дивизиона (с 28.11.1913; по данным ПС с 27.11.1913; сдал должность 10.01.1914).
Во время Первой мировой войны командиром 1-го конно-горного арт. дивизиона (на 09.09.1915), затем  командующим 113-й арт. бригадой (с 11.05.1916). На 01.08.1916 г. в том же чине и должности. Генерал-майор (пр. 21.12.1916; ст. 25.09.1916) с утверждением в должности. Вступил в командование 113-й пех. дивизией (19.10.1917). В связи с "украинизацией" 113-й пех. дивизии утвержден начальником дивизии (16.12.1917). По расформировании 113-й пехотной дивизии, как оставшийся за штатом, "отправился к своему воинскому начальнику" (03.04.1918).
С июля 1918 года — в Финляндии, принят с чином генерал-майора (05.08.1918). С июля по сентябрь 1919 года — Верховный главнокомандующий Сил обороны Финляндии.
В июле 1919 года генерал Йоханнес Игнатиус потребовал от К. Кивекяса склонить К. Ю. Стольберга к снятию своей кандидатуры на выборах президента (в пользу Г. Маннергейма), а также информировал его о возможном восстании. К. Кивекяс отказал Й. Игнатиусу, раскрыл план восстания правительству и своим приказом запретил военнослужащим вмешиваться в политические дела. В сентябре 1919 года К. Кивекяс был смещён с должности главнокомандующего и назначен начальником войск береговой обороны (с марта 1921 года состоял членом Комитета по делам обустройства береговой обороны), а также инспектором артиллерии. Занимался вопросами укрепления Ладоги, развития фортов на берегах Финского залива и организации войск противовоздушной обороны.
Выйдя в отставку в 1928 году в звании генерал-лейтенанта, работал в министерстве обороны Финляндии. До начала войны жил в Терийоки.
Похоронен на кладбище Ahvenisto в Хямеэнлинне.

### Семья
- Отец — Карл Бэкман (Karl Backman), один из первых предпринимателей Коуволы[4][5].
- Мать — Мария Хенрика (Maria Henrika)[4].
- Жена (в 1-м браке) — Елизавета Викторовна Мединская[4].
- Жена (во 2-м браке) — Наталия Николаевна Янцына (Natalia Jantzin Kivekäs; 31.10.1879, Коканд — 10.4.1965; похоронена на кладбище Ahvenisto)[11];
- дочь (удочерённая сирота) — Ольга (урождённая Гульбегим (англ. яз.: Gulj Begim)[6] — её отец афганец по имени Баракат, а мать шугнанка по имени Беназир; в замужестве Olga Kivekäs Loikkanen (01.05.1902—14.03.1985, похоронена на кладбище Ahvenisto). Была замужем за Кустаа Лоиканненом[фин.](15.04.1897—14.02.1990), личным переводчиком президента Урхо Кекконена в 1950—1960-е годы с/на русский язык[6][12].

## Награды
- Орден Святого Владимира   4-й ст. (16.04.1907), 3-й ст. (ВП 06.06.1914), 4-й ст. (ВП 09.09.1915);
- Орден Святого Станислава  3-й ст. (14.05.1896), 2-й ст. (14.08.1903);
- Орден Святой Анны 3-й ст. (24.09.1900), 2-й ст. с мечами (02.06.1915);
- Георгиевское оружие[5] [уточнить]
- Военный орден Лачплесиса 2 класса[13]

## Память
- В городе Хорог, на Памире, есть отель его имени[7].
- Планируют, по словам руководителя Фонда имени Эдуарда Кивикэса Айдибека Бекмуроди, одну из улиц Хорога назвать именем офицера Русской армии[7].

### Комментарии
1. ↑  «Эдуард Карлович Кивекэс (фин. Каарло Эдвард Кивекяс) неоднократно был начальником Памирского отряда (1897–1899, штабс-капитан 1898; 1901–1902, капитан 1902; 1905–1908, подполковник 1905)»[6].
2. ↑  «В мае 1896 года поручика Кивекэса направили младшим офицером в Памирский отряд под командованием капитана Эггерта»[6].
3. ↑  «18 мая 1897 года назначен по рекомендации капитана Эггерта начальником нового сменного Памирского отряда. Ещё в Ташкенте он решил вопрос о переносе штаба Памирского отряда с Поста Шаджань (который не только сохранил, но и расширил на Восточном Памире) в кишлак Хорог на Юго-Западе Памира вопреки возражениям, что Хорог капкан. Кивекэс парировал: „Кому капкан, а кому крепость“»[6].
4. ↑  «Кивекэс в октябре 1897 году перенёс штаб-квартиры Памирского отряда с Памирского поста «Шаджан» на Восточном Памире в Хорог (с 1932 года город, административный центр Автономной области Горного Бадахшана (АОГБ с 5.12.1936 переименована в ГБАО)»[6].